# Криворовня
Криворо́вня (укр. Криворі́вня)— старинное высокогорное (565 м н.у.м.) гуцульское село в Верховинской поселковой общине Верховинского района Ивано-Франковской области Украины.

## География
Село Криворовня расположено в 7 км к востоку от районного центра Верховина, у излучины реки Чёрный Черемош по обеим его берегам в живописной долине у подножия гор Варытын (1038 н.у.м.) и хребта Игрец (1073 н.у.м.). Через центр села проложена автодорога территориального (местного) значения Т0909 Татаров — Коломыя. Ближайшая железнодорожная станция на поезда западного направления — Ворохта (40 км), южного направления — Выжница (30 км)
Население Криворовни — 1493 жителя, большую часть которых составляют гуцулы.

## История
Село основано в XVII веке гуцулами — автохтонными жителями Восточных (Украинских) Карпат. По одним источникам, первые письменные упоминания о Криворовне встречаются ещё с 1654 года, по другим — с 1719 года. Противоречивое название села происходит от зигзагообразной кривой в этом месте линии берегов реки Чёрный Черемош и относительно ровной по горизонтали поверхности вытянутого вдоль берега участка земли, на котором расположена нижняя (старая) часть села. Так же есть версия, что название села происходит от фамилии одного из первых немногочисленных жителей этой местности, Кривой. Гуцулы, жившие на вершинах здешних гор, когда собирались по делам к Равнине, говорили «Пойду к Кривому на ров».
В туристических справочниках и литературе на русском языке иногда используется русифицированное название — Криворовня.
Криворовня является одним из старейших сел Гуцульщины и получила славу её неофициальной «столицы». В настоящее время жители села борются за присвоение Криворовне статуса «село-музей». В Криворовне существует 14 действующих этнографических и историко-биографических музеев. Наиболее известные из них: Музей «Гуцульская Гражда» — жилой дом-крепость семьи Харуков (укр.  Харуків), образец гуцульского народного архитектурного творчества, «Музей гуцульского быта»,
«Литературно-мемориальный музей И.Франко», 1953 год «Дом-музей Михаила Грушевского», деревянная церковь Рождества Богородицы и колокольня (заложена в 1719 год построена в 1818 году), с росписями темперой XIX ст., которая отмечается историками, как наиболее совершенное сооружение в гуцульской школе народной архитектуры.
Среди жителей села существует легенда, что в этой церкви народный мститель и вождь карпатских опришек Олекса Довбуш встретил и полюбил, предавшую его впоследствии, девушку Звонку (укр.  Дзвінка).

## Экономика
Основное занятие населения — животноводство, лесозаготовка, народные промыслы, туристическое обслуживание.
Среди жителей развито кустарное производство на продажу кисломолочных продуктов, овечьего сыра, брынзы. Земледелие и садоводство в силу климатических особенностей региона развито слабо. В сезон жители села занимаются товарной заготовкой лесных грибов (белый гриб, лисички, подосиновик) и ягод (земляника, черника, голубика), растущих в изобилии в окрестных лесах, а также охотничьим (олень, лиса, заяц) и рыбным (форель) промыслом.
В селе сохранились традиции народного промысла, костюма, гуцульских народных празднеств и обрядов.
В селе есть несколько небольших гостиниц, торговых учреждений, дом культуры, средняя школа. В туристический сезон, при наплыве туристов развита сдача жилья в наём под ночлег.
Преимущественная застройка — частная, одно-двухэтажными деревянными домами усадебного типа с мансардами, выполненными в традиционной гуцульской народной архитектуре. Характерная архитектурная особенность — местные жители обшивают дома от цоколя и до конька кровли оцинкованным кровельным железом.

## Известные люди

### Творческая интеллигенция
Криворовня прославилась в первую очередь благодаря известному фольклористу Владимиру Гнатюку, впервые пригласившему в конце XIX столетия на отдых в эти места известного украинского писателя, политического и общественного деятеля — Ивана Франко. Ивану Франко места настолько понравились, что он выбрал Криворовню для своего постоянного летнего отдыха и приезжал сюда почти каждое лето с семьей на протяжении 12 лет. Он продолжал работу даже будучи уже больным, надиктовывая тексты произведений местному учителю. Сегодня здесь действует основанный в 1960-х годах супругой писателя Гната Хоткевича — Платонидой Хоткевич и ректором Львовского университета Евгением Лазаренко, дом-музей поэта и писателя. Благодаря активной просветительской и культурной деятельности В.Гнатюка, малоизвестное горное село превратилось в место вдохновения творческой интеллигенции, за что получило пафосные названия «украинских Афин» и «летней столицы украинской культуры». В разные годы в Криворовне отдыхали писатели, поэты, художники, историки, этнографы, музыканты и общественные деятели Ольга Кобылянская, Леся Украинка, Гнат Хоткевич, Марко Черемшина, Василий Стефанык, Константин Станиславский, Александр Олесь, Юрий Федькович, Иван Труш, Иван Северин, Михаил Драгоманов, Иван Крипякевич, Владимир Немирович-Данченко, Л. Суляржицкий и многие другие деятели культуры и искусства.
На окраине Криворовни находилась купленная для отдыха у местного помещика Пшебыловского усадьба Михаила Грушевского, известного историка и политического деятеля УНР, в которой он жил в период с 1906 по 1914 год, когда усадьба была уничтожена пожаром. В настоящее время рядом с тем местом стоит её копия, восстановленная по сохранившимся чертежам и воспоминаниям очевидцев, в которой действует музей М. Грушевского
.
Михаил Стельмах под впечатлением от пребывания в Криворовне написал повесть «Над Черемошем», поэт Андрей Малышко — поэму «Франко в Криворівні», а наш современник Дмитро Павлычко — стихотворение «Франкова криниця».
В Криворовне Иван Франко написал автобиографическую повесть «Как Юра Шикманюк брил Черемош» (укр.  Як Юра Шикманюк брив Черемош). Пребывая в этом селе, Гнат Хоткевич написал повести «Каменная душа», «Довбыш» (укр. Кам’яна душа, Довбуш) пьесы «Гуцульский год», «Непростое», «Практикованный жолнер» (укр.  Гуцульській рік, Непросте, Практикований жовнір) и другие.

Писателя Михаила Коцюбинского жизнь и обычаи гуцулов подтолкнули к написанию в 1911 году повести «Тени забытых предков», по мотивам которой в 1964 году режиссёр поэтического кино Сергей Параджанов снял получивший множество наград на международных кинофестивалях одноимённый художественный фильм, тем самым прославив это произведение на весь мир. Совпав во времени с периодом идеологического противодействия и подавления развития украинской национальной и самобытной культуры, фильм стал культовым явлением для национального украинского кино, а местность — почитаемой для нескольких творческих поколений.
В селе Криворовня и его окрестностях снимались также фильмы Олекса Довбуш (1959 г., режиссёр Виктор Иванов) по одноимённому роману Гната Хоткевича о народном герое, предводителе карпатских опришков Олексе Довбуше, Аннычка (1968 г., режиссёр Борис Ивченко), а также малоизвестная приключенческая кино-притча Время собирать камни (1992 г., режиссёр Сергей Вехов).
Символом Криворовни наших дней является самобытная писательница, философ и художница Прасковья Плитка-Горицвет (укр.  Параска Плитка-Горицвіт), автор более 1000 рукописных и собственноручно переплетённых и иллюстрированных книг, которая родилась и проживала до конца своих дней в Криворовне. В настоящее время в доме, где проживала Плитка-Горицвет, силами общественности создается её дом-музей.

### Мольфары
В Криворовне и близлежащих селах распространены, уходящие в дохристианское прошлое обычаи «колдовства» — гадания и магические предсказания. Людей занимающихся этим ремеслом, а также знахарством, здесь называют мольфары. Умение использовать силу магии и провидения передавалось из поколения в поколение. Местные мольфары имеют широкую известность не только на Украине, но и далеко за её пределами как народные целители, экстрасенсы, обладатели сверхъестественных способностей и неземного дара. Наиболее почитаемыми и известными на сегодняшний день являются репрессированная в советские годы криворовненская писательница и поэтесса Одосия Плитка-Сорохан и проживавший в соседнем селе Верхний Ясенив мольфар, Михайло Нечай. Михайло Нечай утверждал, что владеет магическим камнем «змеевиком» и «знает заговоры от всех бед и несчастий, особенно любовных». Кроме того, мольфар М.Нечай консультировал режиссёра С.Параджанова в вопросах гуцульского быта и обучал актёра И.Миколайчука игре на дрымбе (укр.  музыкальный инструмент) в период съёмок фильма «Тени забытых предков».
О М.Нечае снято несколько документальных фильмов, и написано несколько книг и статей, а его талант изучался широким кругом учёных и исследователей 

## Народные промыслы
- Изделия криворовненских мастеров народных промыслов
- Игрушки (лесные звери местной фауны) из натурального крашеного меха
- Деревянные предметы сельского быта и кухонная утварь
- Валенные одеяла и верхняя одежда из овечьей шерсти
- Вышитая льняная верхняя повседневная и праздничная одежда

## Фольклорные обряды, праздники и фестивали
Жители Криворовни, как и других близлежащих сёл региона, свято чтят старинные бытовые и религиозные праздники и строго соблюдают народные обряды и традиции, основой которых служит христианская культура с уходящими вглубь веков языческими верованиями.
К соблюдаемым в селе зимним обрядам относятся девичьи гадальные обряды на замужество Девичья судьба или «День Катерины», который иногда неофициально называют «праздником девичьей судьбы» (проводится 7 декабря) и гадание на День Святого Андрея (13 декабря).
 Из зимних праздников особо почитается взрослыми и любим детьми праздник — Праздник Святого Николая (19 декабря).
 
Праздник Рождество (в ночь с 6 на 7 января), которому предшествует Святвечер является государственным праздником и отмечается на самом высоком уровне. На Рождество проводятся колядования (укр.  Колядки). Криворовненские колядования являются старейшими на Украине. В отличие от некоторых других сел региона в Криворовне колядовать начинают не с вечера 6 января, а в первый день Рождества.
Карнавал ряженых — (вечером 13 января) весёлое костюмированное, или ряженное шествие в День Св. Мелании большой компании молодёжи по домам односельчан.
Крещение (укр.  Водохрещщя) — (утром 19 января) обряд купания в проруби после освящения воды священником, но чаще жители села просто набирают освяченную воду в сосуды и окропляют в доме все углы.
В конце июля и начале августа в Криворовне и близлежащих сёлах проводятся ежегодные этнографические фестивали народных промыслов, костюма, этнической музыки и культуры. Из летних обрядовых праздников самым популярным и регулярно проводимым в последние воскресение июня является «Проводы на полонину», иногда называемый местными жителями (укр. Полонинське літо).
С 2000 года в Криворовне, по инициативе и при поддержке общественного и политического деятеля Ивана Драча и ректора Прикарпатского университета Михаила Вышиванюка, основан фольклорный литературно-художественный праздник «Криворовня-2000». Этот праздник стал традиционным. В празднике принимают участие многочисленные гуцульские народные ансамбли и творческие коллективы области. Символом фестиваля является зажженый возле установленного в честь 2000-летия рождества Христова креста фестивальный огонь.

## Туризм
Благодаря живописным окрестностям, необычайно высокой концентрации музеев и аутентичных этнографических и фольклорных традиций, а также удачному расположению в центре пересечения автомобильных дорог, связывающих населённые пункты западной части Покутских Карпат с восточной и Буковинскими Карпатами, Криворовня имеет статус известного в Украине туристического центра.
Во многих пеших и автомобильных туристических маршрутах по Восточным Карпатам село является одним из ключевых пунктов.
Для туриста-краеведа, на расстоянии однодневного кольцевого пешего маршрута от села кроме перечисленных музеев, находятся такие известные достопримеяательности как «Скала Довбуша» (с. Ростоки Выжницкий район), «Писаный Камень», (с. Буковец), Буковецкий горный перевал (835 м н.у.м.), место проведения ежегодных этнофестивалей «Полонина» (с. Верхний Ясенив), урочище Терношоры с каменными скульптурами эпохи неолита (с. Снидавка, Косовский район), живописные виды и панорамы с окрестных склонов на Черногорский хребет и главные его вершины — горы Говерла (2061м), Туркул (1933м), Поп Иван (укр.  Піп Иван, Чорна гора) с заброшенной польской астрономо-метеорологической обсерваторией «Белый Слон» на вершине (2020м), живописные излучины русла реки Черный Черемош и Белый Черемош и др.
Спортивный туризм представлен пешими маршрутами по заросшим буковыми и смерековыми лесами окрестным горам на высотах от 600 до 1300 м над уровнем моря низкой и средней степени сложности, водными байдарочными и рафтинговыми маршрутами по рекам, голрнолыжными трассами в Верховине (7км), селе Ильцы (13 км), селе Тюдов (20км), а также более удаленными известными горнолыжными центрами Ворохта (40км), Яблунец (45), Буковель (60км), Драгобрат (85км).
Детский оздоровительный туризм и отдых обеспечивается рядом небольших летних лагерей в окрестностях села.
Гостиничный сервис в селе представлен несколькими частными мини-гостиницами усадебного типа на 8-16 мест в деревянных домах традиционной карпатской архитектуры (укр.  садиба). Стандартный набор услуг — двух-четырёх местные номера, туалет, душ\ванна, спутниковое ТВ, завтраки\обеды, развлечения — квадроциклы, конные катания, трансфер к горнолыжным трассам.

## Наводнение 2008 года
В конце июля 2008 года на Карпатскую часть Украины обрушился мощный ливень, непрерывно продолжавшийся четверо суток. Все малые и крупные реки, в том числе и Чёрный Черемош вышли из берегов и затопили прибрежные населённые пункты, разрушив мосты, дороги и инженерные коммуникации. Уровень воды в реке Чёрный Черемош в районе села Криворовня поднялся почти на 5 метров, затопив школу, котельную и усадебную застройку. Вместе с жилыми домами были затоплены и заилены питьевые колодцы. Село осталось без электричества, связи и воды. Стихия отрезала Криворовню от внешнего мира полностью разрушив и смыв в реку автодороги на участках протяжённостью по нескольку километров с обеих сторон села. Металлический мост, связывающий две части села, был снесён потоками воды.
По данным МЧС Украины от 25 июля 2008 года Верховинский район оказался наиболее пострадавшим от стихии, в том числе сёла Криворовня, Верхний Ясенив, Малый Рожин, Верховина и др.. К ликвидации последствий катастрофы по Постановлению Кабинета Министров Украины были привлечены действующие воинские подразделения ВСУ, силы МЧС и специализированные строительные и автотранспортные предприятия. В селе Криворовня оказанием гуманитарной помощи в первые дни занимались военнослужащие 128-й механизированной бригады 13-го армейского корпуса которые расчищали наносы и разгрузили несколько тонн гуманитарного груза
.
В последующий период помощь местным жителям в восстановлении транспортной и социальной инфраструктуры села несколько месяцев оказывали трудовыми ресурсами, строительной техникой и строительными материалами, оставив о себе в Криворовне добрую славу, жители восточных областей Украины — Донецкой и Луганской
.
Личный контроль за ходом ликвидационных и восстановительных работ в селе Криворовня осуществлял президент Украины Виктор Ющенко.